# Majdanek
Majdanek, även Konzentrationslager Lublin (ursprungligen Kriegsgefangenenlager der Waffen-SS Lublin), var ett av Nazitysklands förintelseläger, beläget 4 kilometer från staden Lublin i sydöstra Polen.

## Lägrets historia

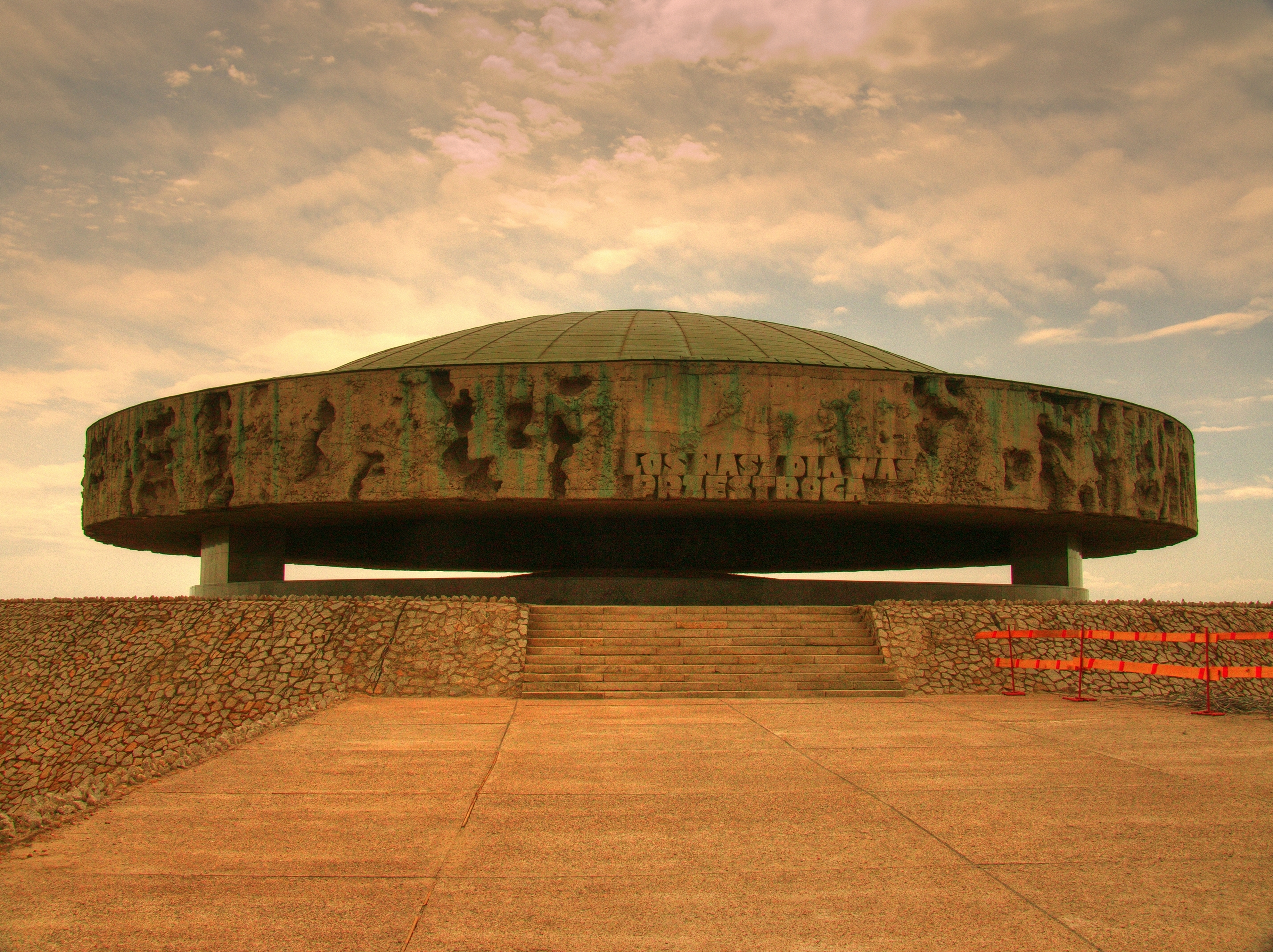
Kupol över mausoleet där lägrets dödsoffer ligger begravda.

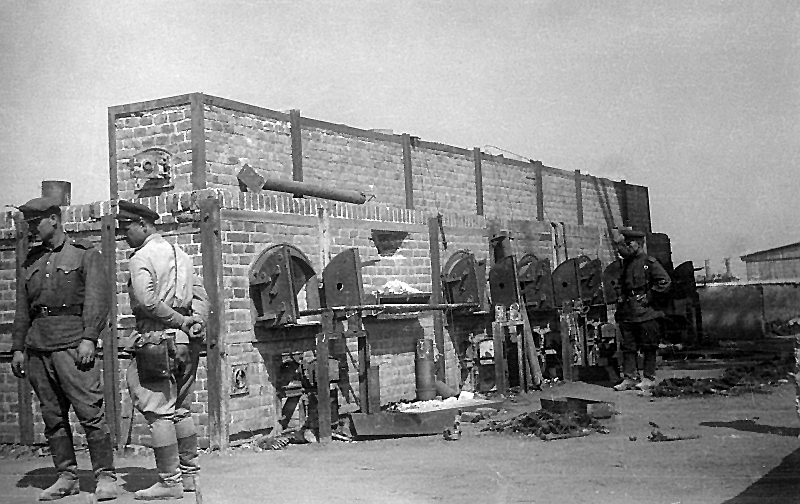
Kremationsugnar i Majdanek, fotograferade efter Röda arméns befrielse av lägret 1944.

Majdanek började byggas i oktober 1941 som ett krigsfångeläger. Arbetet utfördes främst av ryska krigsfångar av vilka flertalet avled. Från april 1942 till Röda arméns befrielse av de överlevande lägerfångarna i juli 1944 fungerade det som kombinerat arbets-, koncentrations-, krigsfånge- och förintelseläger.
Som mest fanns det ungefär 50 000 fångar i Majdanek men totalt skrevs över 150 000 fångar in i lägret från 1942 till befrielsen. Det beräknas att 78 000 av dessa dödades eller dog av svält och tyfus.
Avrättningar skedde genom gasning eller arkebusering. I samband med Aktion Erntefest anlände flera tusen SS-män och sköt ihjäl cirka 18 000 judiska fångar.
Majdanek finns i dag kvar som minnesmärke över Förintelsen.

## Satellitläger[2]
| Namn                        | Läge                     | Högsta antal interner |
| --------------------------- | ------------------------ | --------------------- |
| Bliżyn                      | 40 km sydväst om Radom   | omkring 4 000         |
| Budzyń eller Kraśnik-Budzyń | 5 km nordväst om Kraśnik | 2 138 män 319 kvinnor |
| Gesiowka                    | Gesiowka-gatan, Warszawa |                       |
| Radom                       | Szkolna-gatan, Radom     | 2 900                 |
| Puławy                      | Puławy                   |                       |
| Lipowa                      | Lipowa-gatan, Lublin     | 1 750                 |
| Chelmska                    | Chelmska-gatan, Lublin   | 3 000                 |

## Kommendanter
1. Karl Otto Koch (september 1941 – juli 1942)
2. Max Koegel (augusti 1942 – oktober 1942)
3. Hermann Florstedt (oktober 1942 – september 1943)
4. Martin Weiss (september 1943 – maj 1944)
5. Arthur Liebehenschel (maj 1944 – 22 juli 1944)